# Vicky Psarakis
Vicky Christine Psarakis (Chicago, 22 de junio de 1988) fue la segunda y última vocalista de la banda de death metal melódico The Agonist. Psarakis usa, como su antecesora Alissa White-Gluz, voces guturales y voces melódicas como estilo de canto. Vicky es también la fundadora y vocalista de la banda griega de metal progresivo E.V.E. Y la Banda De Nu Metal Sicksense

## Trayectoria
Vicky nació en la ciudad de Chicago en Estados Unidos, pero a la edad de diez años se trasladó a Grecia. A los diecinueve años ingresó a clases de canto clásico, pero dos años después lo abandonó porque no era lo suyo. En 2010 inició en Grecia un proyecto musical conocido como E.V.E. (Equations Vanquish Equality), con el que lanzó en mayo de 2012 su EP homónimo. Ha participado como invitada en varias bandas como Orion's Reign en la canción Siege of Ruad del álbum Nuclear Winter, y también en Barque of Dante y Rage of Romance como vocalista de sesión. Vicky es más conocida en las redes por interpretar en su canal de YouTube covers de canciones famosas en la escena del metal, como Kamelot, Nightwish, The Agonist, Therion y Iron Maiden.
El 18 de marzo de 2014, se anunció el ingreso de Alissa White-Gluz a la banda de death metal melódico Arch Enemy, por lo que se asumió la renuncia de esta a su banda The Agonist. A la vez, The Agonist anunció que Alissa y la banda habían tomado caminos diferentes y a Vicky como su nueva vocalista. Vicky siguió de gira con la banda en la que se daba a conocer como nueva cantante. El 29 de abril de 2014 se publicó en iTunes el sencillo Disconnect Me y el 9 de julio la banda anunció su nuevo disco con Vicky titulado Eye of Providence, lanzado el 23 de febrero de 2015. Psarakis proporcionó voces habladas para una pista del álbum Omega de Epica de 2021.

## Estilo vocal
Vicky mezcla los screamings con voz limpia. En la versión de Thank You, Pain, la canción con la que se dio a conocer su entrada a la banda, y las posteriores grabaciones con la misma, se muestra un gran manejo en los cambios de voz, aunque en sus presentaciones en vivo su voz gutural no se escuchaba bien y tenía problemas de respiración, lo que criticaban los fanes de la banda. Pero antes del lanzamiento del disco con el lanzamiento de los sencillos Gates of Horn and Ivory, My Witness, Your Victim y A Gentle Disease, las críticas cambiaron, alabando también su potente voz limpia y a la vez ganando más seguidores.

## Datos
Sus influencias son Amy Lee, Anneke van Giersbergen, Agata Jarosz, Daniel Gildenlow, Roy Khan, Russell Allen, Floor Jansen, Devon Graves, Mikael Akerfeldt, Tom Englund, Sting y Christina Aguilera.

## Discografía
- 2012: Equations Vanquish Equality (EP) (con E.V.E.)
- 2014: Disconnect Me (EP) (con The Agonist)
- 2015: Eye of Providence (con The Agonist)
- 2016: Five (con The Agonist)
- 2019: Orphans (con The Agonist)
- 2022: Kings Today (EP) (Con Sicksense)
- 2023: Fools Tomorrow (Con Sicksense)
- 2025: Cross Me Twice (Con Sicksense)

## Premios y nominaciones

### FemMetal Awards
| Año  | Trabajo nominado             | Categoría        | Resultado |
| ---- | ---------------------------- | ---------------- | --------- |
| 2021 | Vicky Psarakis (The Agonist) | Mejor voz brutal | Nominada  |